# AH-IV
AH-IV (также известна как R-1 или Strv m/37) — малый танк чехословацкого производства, использовавшийся в войсках Эфиопии, Ирана, Румынии и Швеции. Производился только для экспорта и не использовался в войсках Чехословакии.

## Конструкция
Машина предназначалась на замену LT vz.33, разработчики стремились улучшить её и в первую очередь расширить простор для экипажа. Фактически сиденья водителя и стрелка не изменились, однако водителю облегчили ведение огня из оружия. Был установлен пулемёт ZB vz. 35, который срабатывал благодаря работе Боуден-троса. Для водителя и стрелка были расширены размеры наблюдательных люков. Радиостанция для связи с другими машинами или штабом не устанавливалась.
Серьёзно изменилась конструкция ходовой части: настолько удачно, что впоследствии те же решения применялись для танка LT38, высоко оцененного немцами, после захвата Чехословакии принявшими его с доработками на вооружение под названием Pz38(t) и продолжившими его производство до полного обеспечения войск собственным средним танком PzKpfw III, а в 1944 году на той же базе была разработана весьма удачная ПТ САУ Hetzer.

## Технические характеристики
- Бронирование: 6-12 мм
- Оружие: пулемёт ZB vz. 35 и пулемёт ZB vz. 26 (по 3700 патронов)
- Двигатель: 6-цилиндровый жидкостного охлаждения Praga
- Мощность: 55 л.с.
- Скорость: 45 км/ч
- Запас хода: 170 км

## Использование

### Иран
Иран закупил 51 танк в 1935 году для модернизации войск, однако полное оснащение было завершено только к 1937 году. В боевых действиях участия не принимали.

### Румыния
14 августа 1936 года румыны подписали контракт на поставку 37 танков (включая прототип). В румынских документах они были обозначены как R-1. Осенью 1937 года первая партия машин прибыла в Румынию, однако румыны были недовольны слишком долгими сроками производства и доставки. Попытка Николае Малакса начать производство аналогичных танков в Румынии провалилась. Доставленные образцы воевали на Восточном фронте.

### Швеция
В Швеции танки были известны как Strv m/37, однако были значительно модифицированы. 48 танков было закуплено в 1937 году. Вместо 6-цилиндрового двигателя Praga был установлен более мощный 6-цилиндровый Volvo. Также были установлены новые пулемёты Ksp m/36 strv.

### Эфиопия
В 1948 году Эфиопия закупила 20 шт. AH-IV-Hb. На машины был установлен дизельный двигатель "Tatra-114", что обеспечивало большую скорость. По состоянию на середину 1950-х годов, из них сформирована отдельная рота лёгких танков. Машины приняли участие в вооружённом конфликте в Эритрее, гражданской войне, а также в войнах с повстанцами из Сомали.